# 겐리쓰다이가쿠역
겐리쓰다이가쿠역(일본어: 県立大学駅、けんりつだいがくえき)(영어: Kenritsudaigaku Station)은 일본 가나가와현 요코스카시 안우라초 2초메에 있는 게이힌 급행 전철의 철도역이다. 역번호는 KK60이다. 역명은 가나가와 현립 보건 복지 대학(神奈川県立保健福祉大学)(현립대학)에서 유래한다.

## 역 구조
6량 편성 대응의 섬식 승강장 1면 2선의 고가역. 승강장 아래 요코스카추오 역 가까이에 개찰구가 있어, 승강장과는 계단과 엘리베이터로 연결된다. 역 구내에는 게이큐 스테이션 스토어와 호우토 베이커리 겐리쓰다이가쿠 역점이 입주한다. 쇼난 전기 철도 개업시의 역사가 끝까지 남는역에서 만났지만, 2005년에 현역사에 다시 세워졌다.

### 타는 곳
| 1 | 본선 | 우라가 방면 구리하마 선 게이큐 구리하마·미사키구치 방면                                                                                      |
| 2 | 본선 | 요코스카추오·요코하마·시나가와 방면 ○ 도쿄 도 교통국 아사쿠사 선 니혼바시·아사쿠사·오시아게 방면 게이세이 전철 아오토·게이세이 다카사고 방면 |

## 역세권 정보
- 도쿄 만
- 요코하마 지방 재판소
- 요코하마 가정 재판소
- 요코하마 지방 검찰청
- 가나가와 현립 대학
- 국도 16호선
- LIVIN 백화점

## 역사

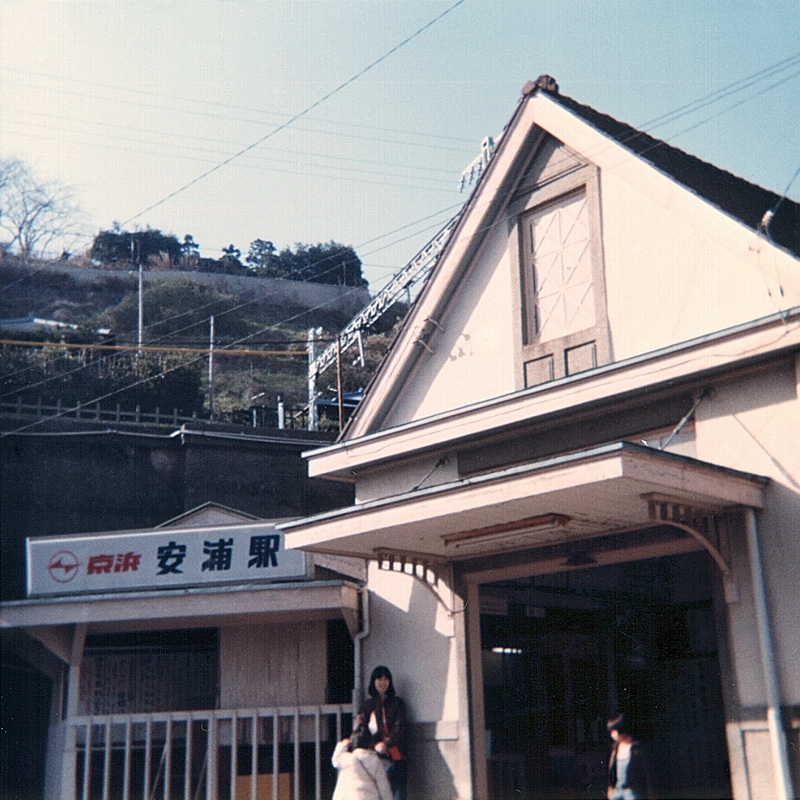
게이힌 안우라역 시대

- 1930년 4월 1일: 요코스카코고역으로 영업 개시.
- 1941년 11월 1일: 쇼난 전기 철도와 게이힌 전기 철도가 합병, 게이힌 전기 철도의 역이 된다.
- 1942년 5월 1일: 게이힌 전기 철도가 도쿄 요코하마 전철에 합병. 도쿄 급행 전철(다이토큐)의 역이 된다.
- 1948년 6월 1일: 게이힌 급행 전철이 발족, 게이힌 급행 전철의 역이 된다.
- 1963년 11월 1일: 게이힌 안우라 역으로 개칭.
- 1987년 6월 1일: 게이큐 안우라 역으로 개칭.
- 2004년 2월 1일: 현립대학역으로 개칭.
- 2005년 4월: 현역사 개축.

## 인접역
| 게이힌 급행 전철 본선           | 게이힌 급행 전철 본선 | 게이힌 급행 전철 본선       |
| ------------------------------- | --------------------- | --------------------------- |
| KK59 요코스카추오 시나가와 방면 | ■ 보통                | 호리노우치 KK61 우라가 방면 |